# Centro de Interpretação da Serra da Estrela
O Centro de Interpretação da Serra da Estrela é um centro de interpretação público localizado em Seia orientado para a valorização do património ambiental da Serra da Estrela.
Desenvolve atividades de educação e divulgação do património ambiental da Serra da Estrela, assim como investigação e promoção turística. Desenvolve regularmente atividades, exposições, seminários, cursos de formação e visitas de interpretação ambiental.

## Instalações
Está sediado num parque verde com cerca de 2 hectares, em Seia, conhecido por Quinta do Carvalhal. O projeto foi iniciado no ano de 2000 pela Câmara Municipal de Seia, contando com o apoio de fundos europeus ao abrigo do Programa Operacional da Região Centro - AIBT-Estrela, através do Fundo Europeu de Desenvolvimento Regional.
No edifício principal, destacam-se as seguintes áreas:
- Sala Espaço e Território;
- Sala Gente e Lugares;
- Sala Património e Natureza;
- Centro de Documentação;
- Oficina de Herbário;
- Oficina de ambiente;
- Banco de sementes e laboratório de natureza;
- Auditório com 170 lugares;
- Salas de formação.

## Atividades
O CISE é responsável pela organização de eventos de grande notoriedade, tais como:
- CineEco - Festival Internacional de Cinema Ambiental da Serra da Estrela;
- Seia Jazz & Blues - Festival Internacional de Jazz e Blues de Seia
- Concurso de Fotografia de Ambiente do CISE

Regularmente, realizam-se diversas atividades pedagógicas e recreativas dentro e fora do CISE:
- Percursos pedestres interpretativos;
- Atividades de observação de aves;
- Exposições de fotografia;
- Atividades com escolas;
- Workshops: óleos essenciais, etc.

## Galeria

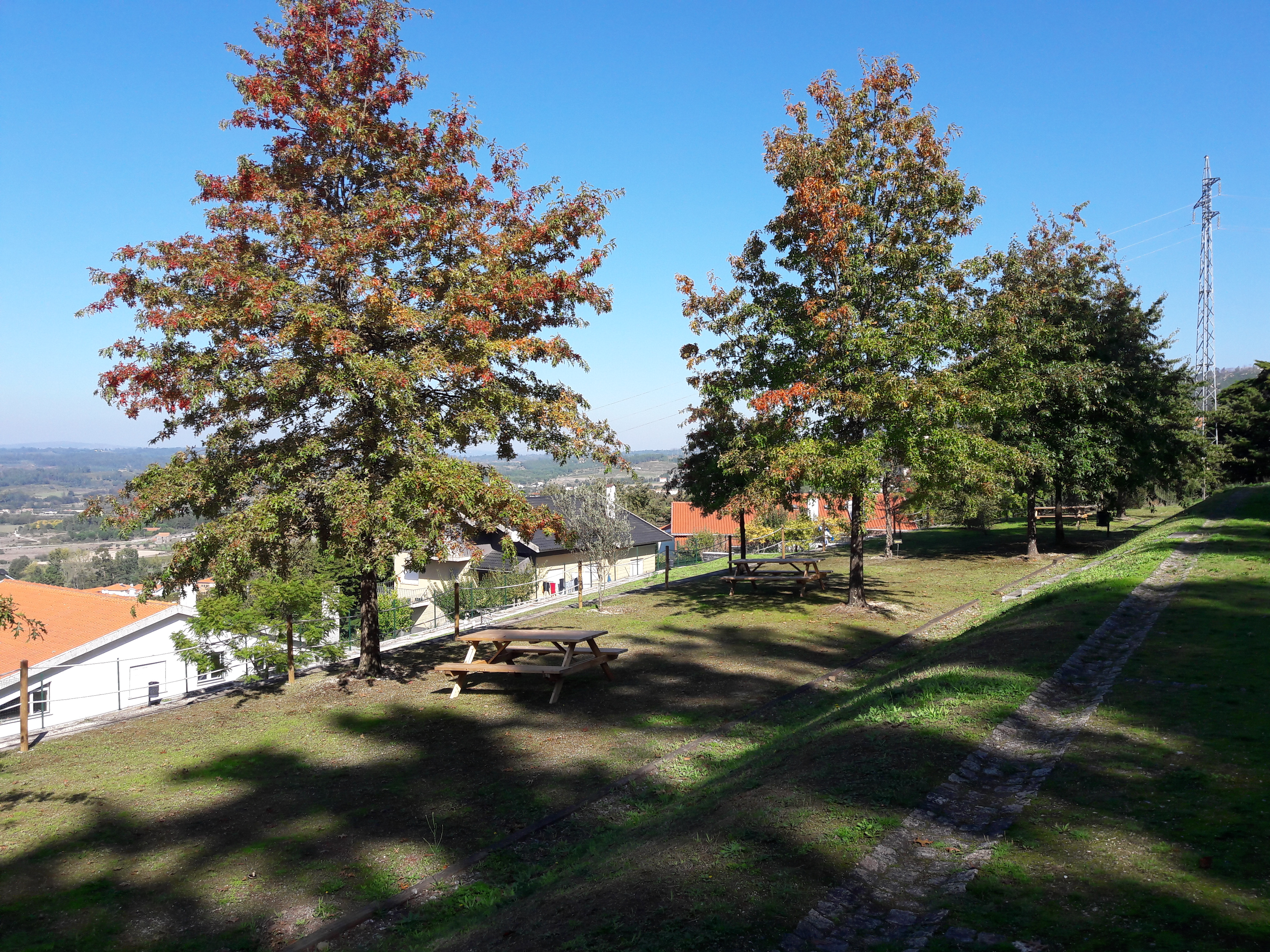
Quinta do Carvalhal
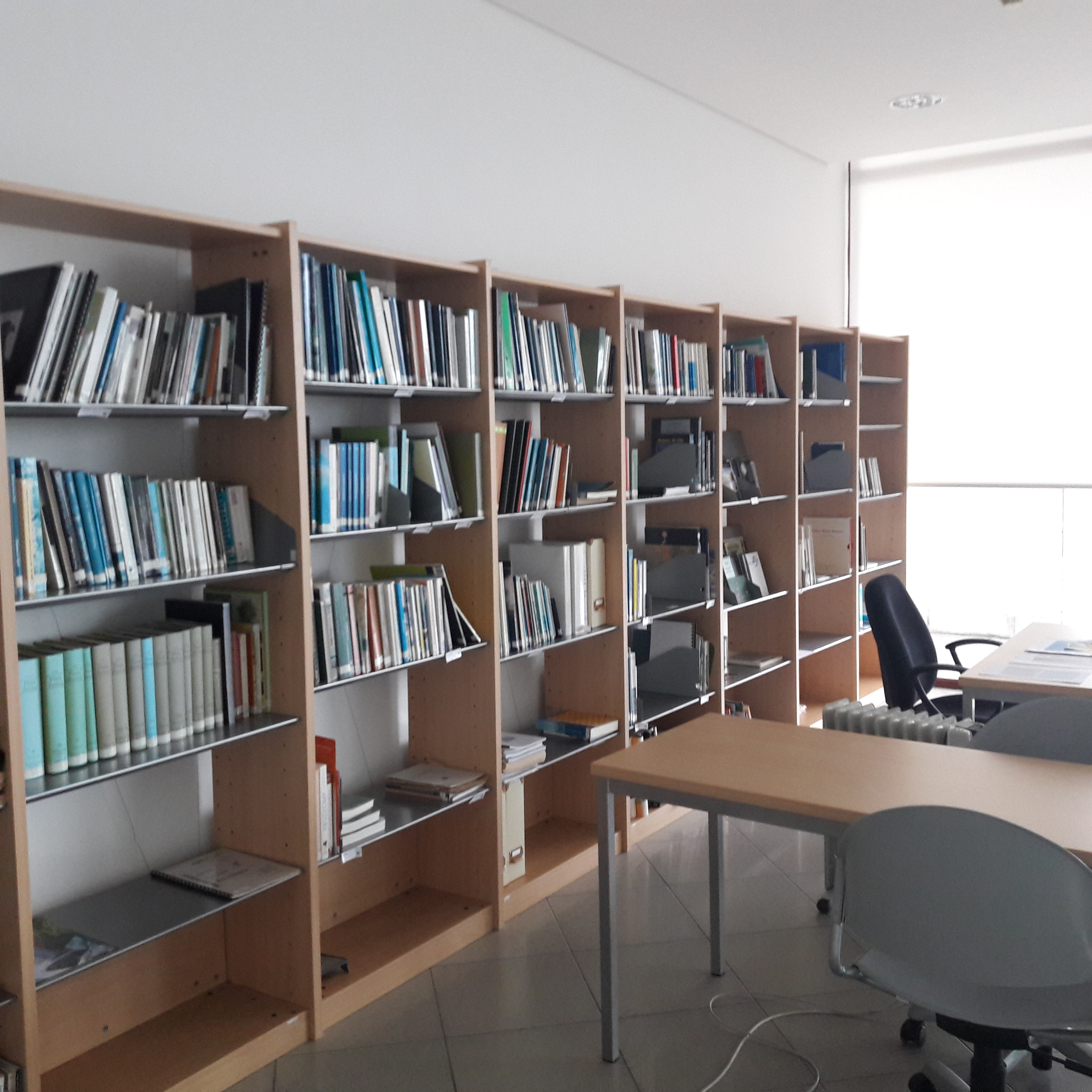
Centro de documentação do CISE
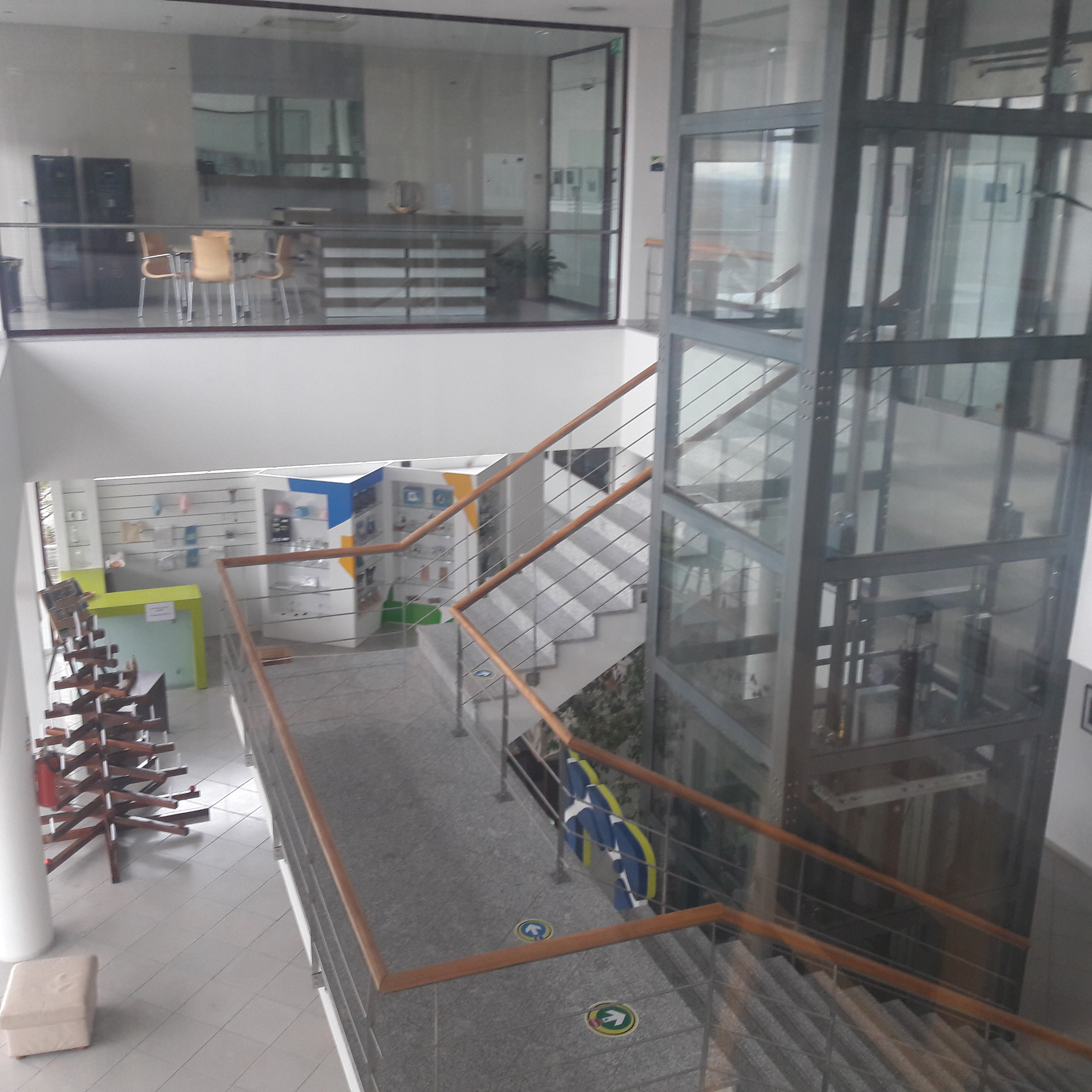
Vista do interior do edifício principal
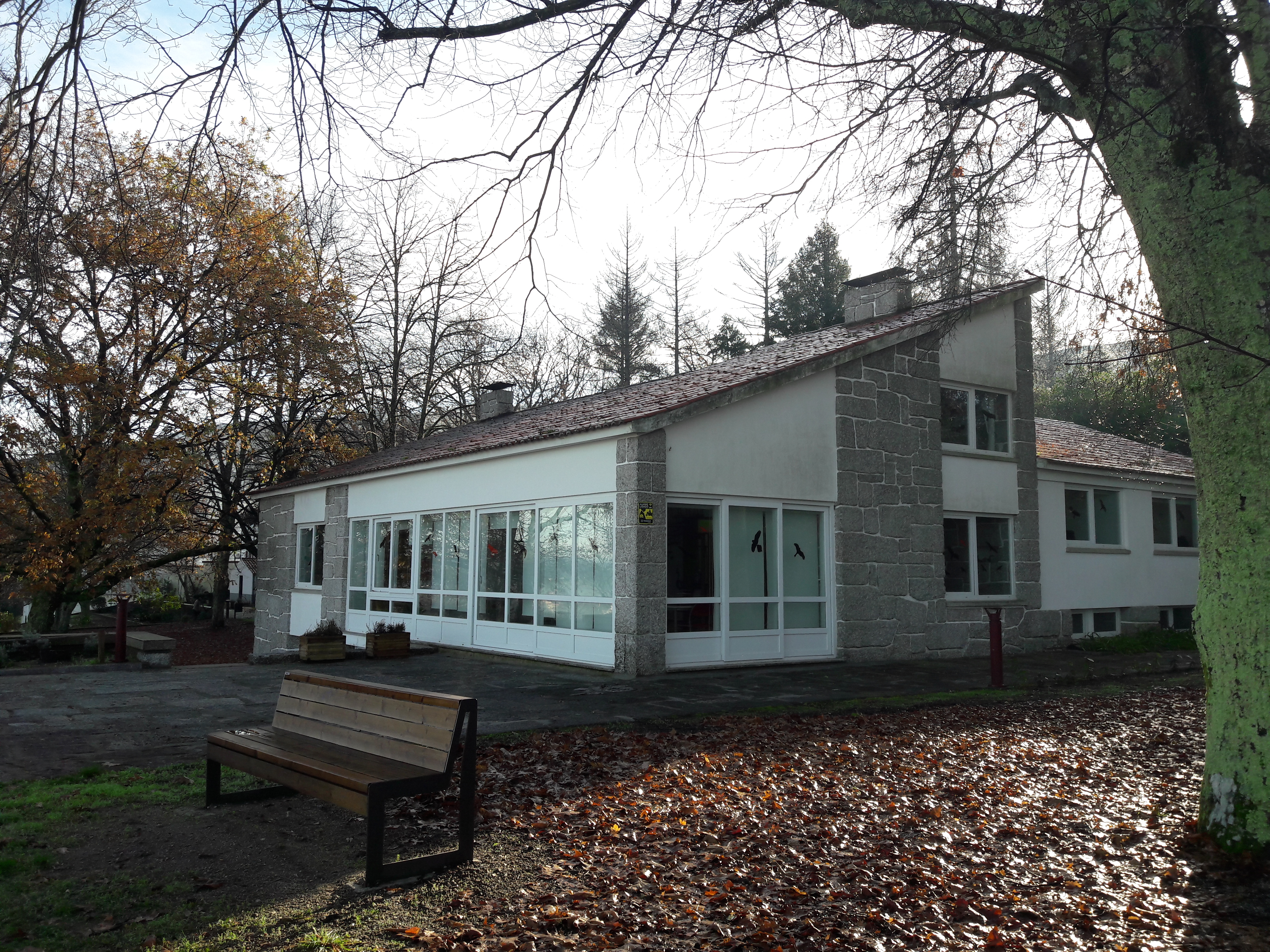
Casa da Quinta do Carvalhal
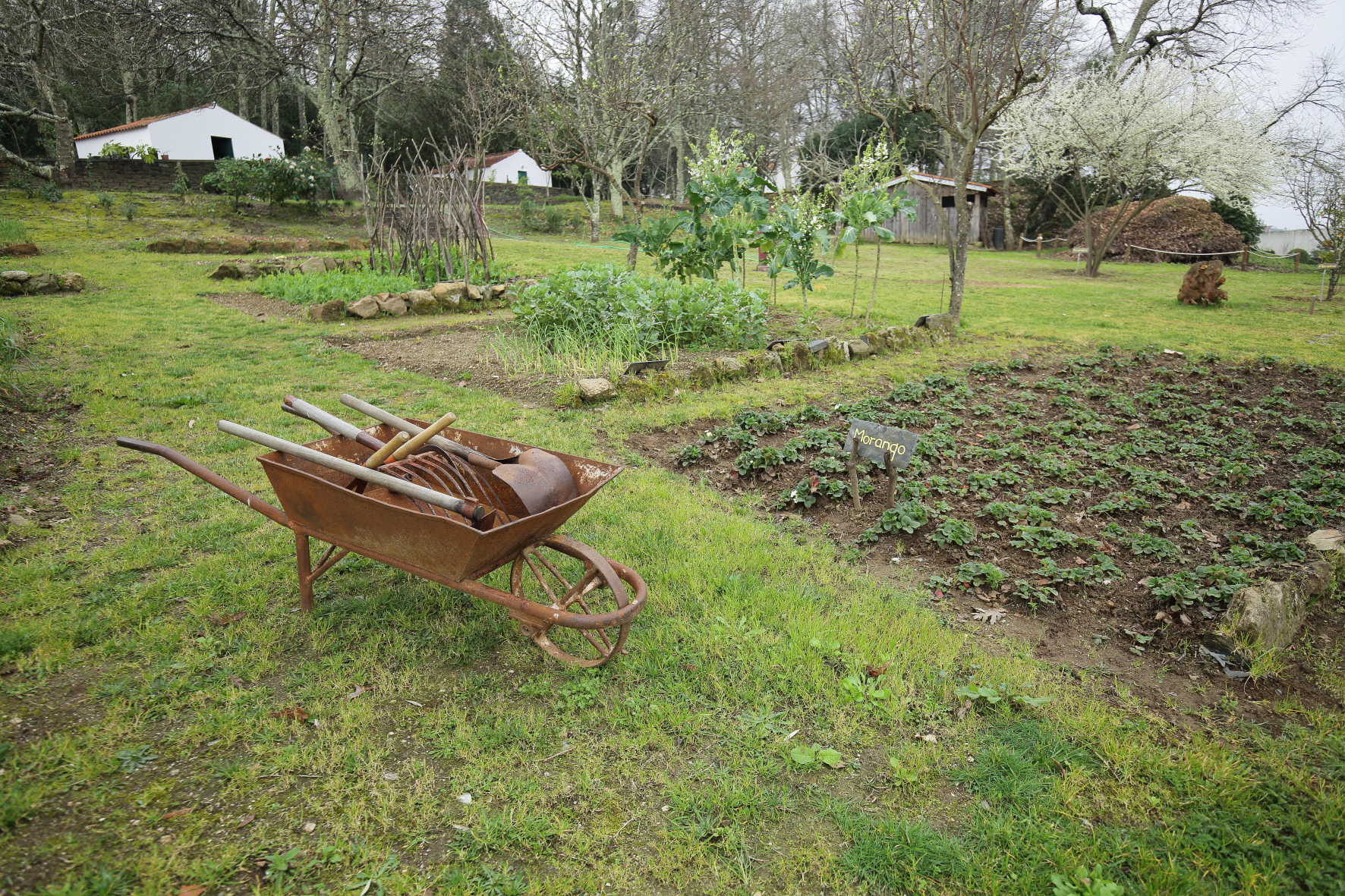
Horta pedagógica
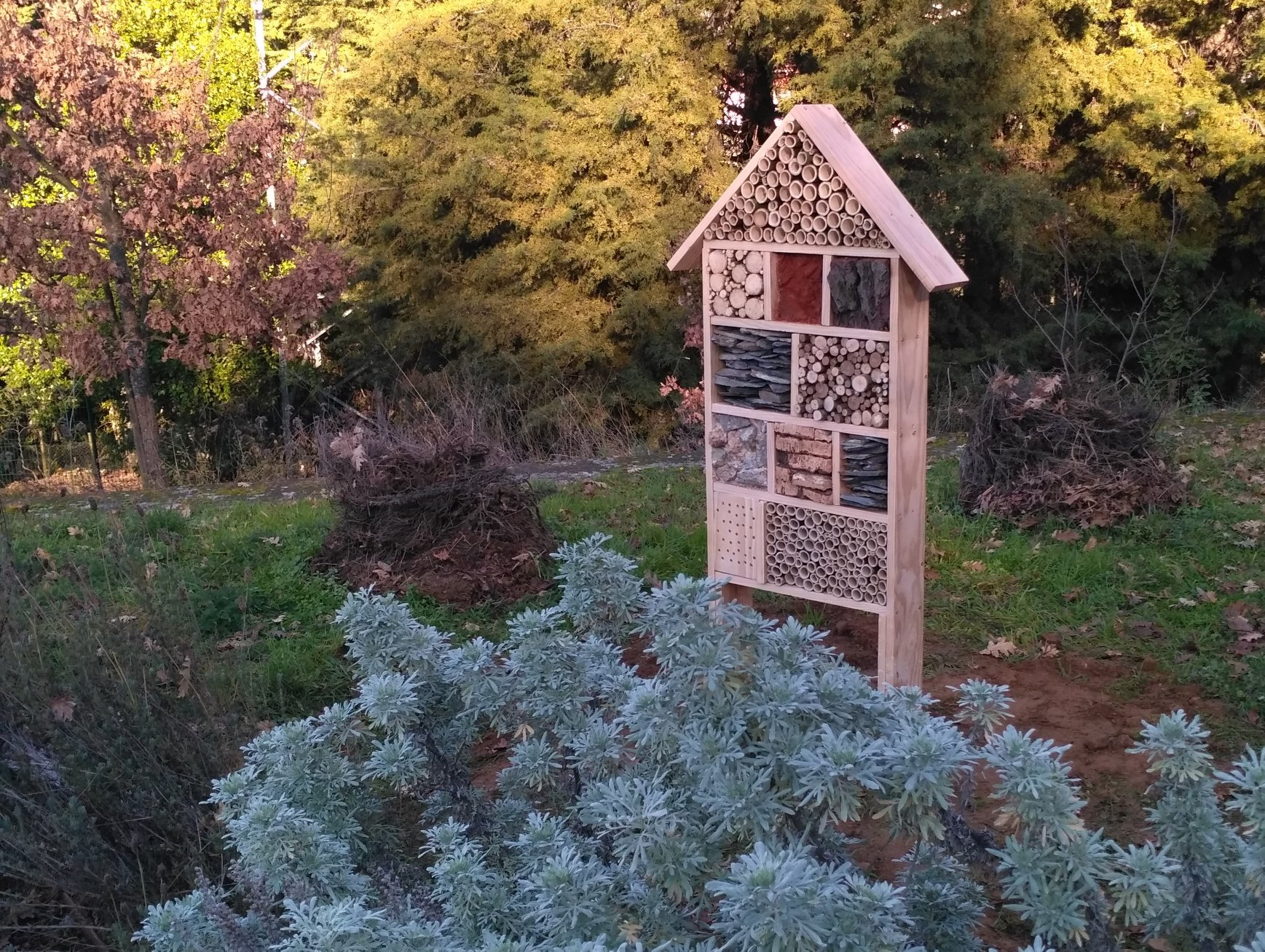
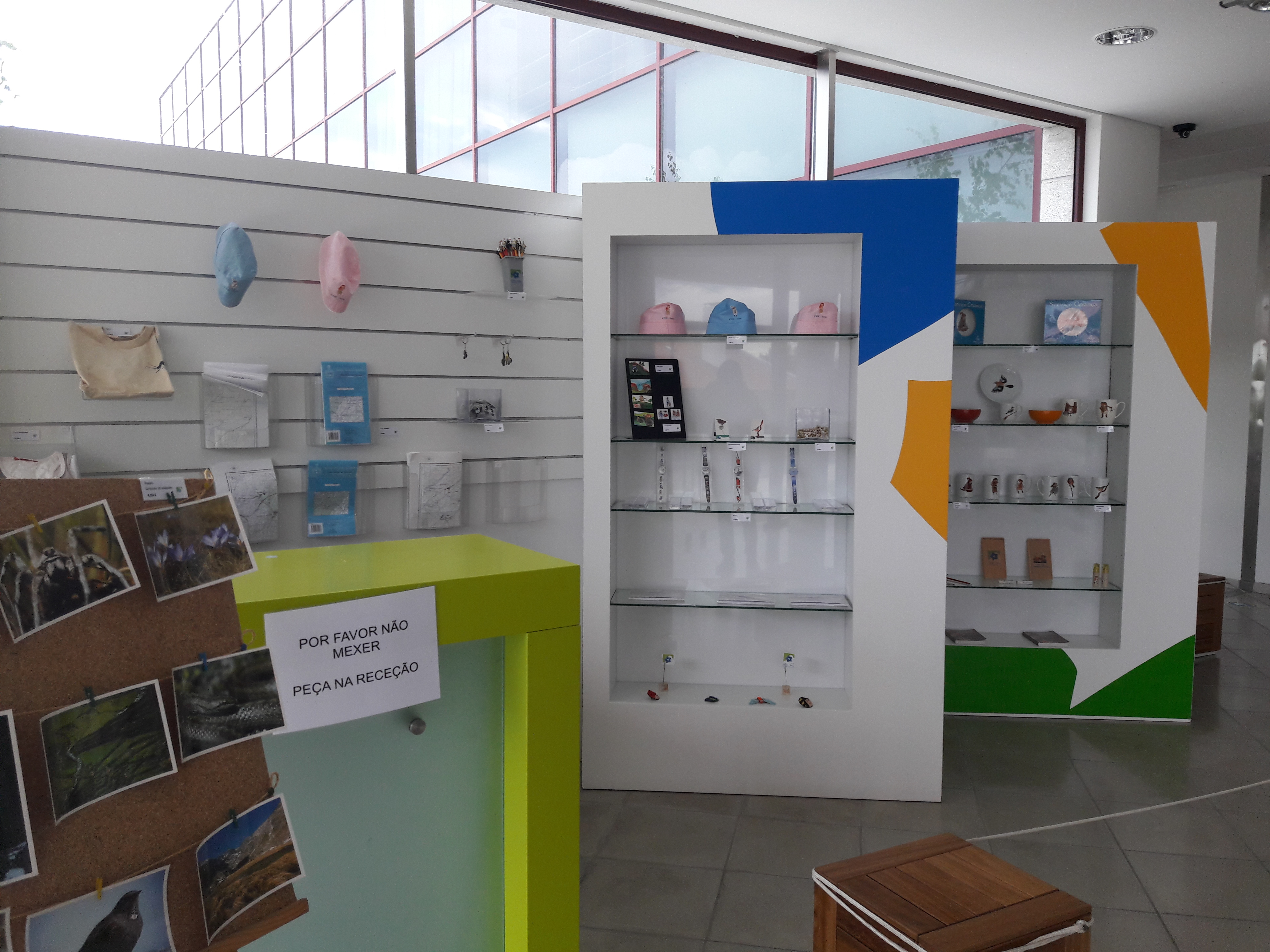
Posto de venda do CISE

## Publicações
- A Serra da Estrela: O Território – Perceção ao Uso, Os Modos de Vida e o Ordenamento. Comemoração da Expedição de 1881 à Serra da Estrela, Comissão de Comemoração do Centenário do Turismo em Portugal e CISE, Seia, Outubro de 2011.
- Plantas aromáticas e medicinais do parque natural da Serra da Estrela: guia etnobotânico, Alexandre Silva… [et al.]; coord. Fátima Sales, Cláudia Sofia; colab. Ana Fonseca, Tiago Correia; fot. Alberto MArtinho… [et al.]; il. Figueiredo Armando. Seia: CISE, 2013. ISBN 978-972-97261-7-0.
- Rotas e percursos da Serra da Estrela: planalto superior, José Conde… [et al.]; coord. Alexandre Oliveira Tavares; fot. Alexandre Silva… [et al.]. 2.ª ed. Seia: Município de Seia, 2015. ISBN 978-972-97261-9-4.